# Dryopteris nipponensis
Dryopteris nipponensis là một loài dương xỉ thuộc họ Dryopteridaceae. Loài này được Gen-ichi Koidzumi mô tả khoa học đầu tiên năm 1931.